# Eparchia włodzimierska
Eparchia włodzimierska – jedna z eparchii Rosyjskiego Kościoła Prawosławnego, z siedzibą we Włodzimierzu. Jej obecnym ordynariuszem jest biskup włodzimierski i suzdalski Nikander (Piliszyn), zaś funkcję katedry pełni sobór Zaśnięcia Matki Bożej we Włodzimierzu.

## Rys historyczny
Według różnych źródeł została erygowana w 1213, 1214 lub 1215. Została wyodrębniona z eparchii rostowskiej na prośbę wielkiego księcia Jurija Władimirowicza II. Siedzibą biskupów był początkowo Suzdal. W 1239 administratura została zlikwidowana; w 1274 ponownie zaczęto mianować biskupów włodzimierskich. W 1299 eparchia została zlikwidowana w związku z przeniesieniem siedziby prawosławnych metropolitów kijowskich do Włodzimierza, z inicjatywy metropolity Maksyma. W 1330 metropolita Piotr II przeniósł swoją rezydencję do Moskwy, w następstwie czego ponownie powołano eparchię suzdalską. Istniała ona do połowy XVIII w. W 1744 powołano eparchię włodzimierską i jaropołską. W 1788 do jej terytorium włączono obszar dawnej eparchii perejasławskiej. Od 1583 eparchia posiadała status arcybiskupstwa, zaś od 1682 – metropolii.
Od 1944 granice administratury pokrywały się z terytorium obwodu włodzimierskiego. W 2013 Święty Synod Rosyjskiego Kościoła Prawosławnego wydzielił z niej dwie nowe administratury – eparchię muromską oraz eparchię aleksandrowską.

### Biskupi włodzimierscy[3]

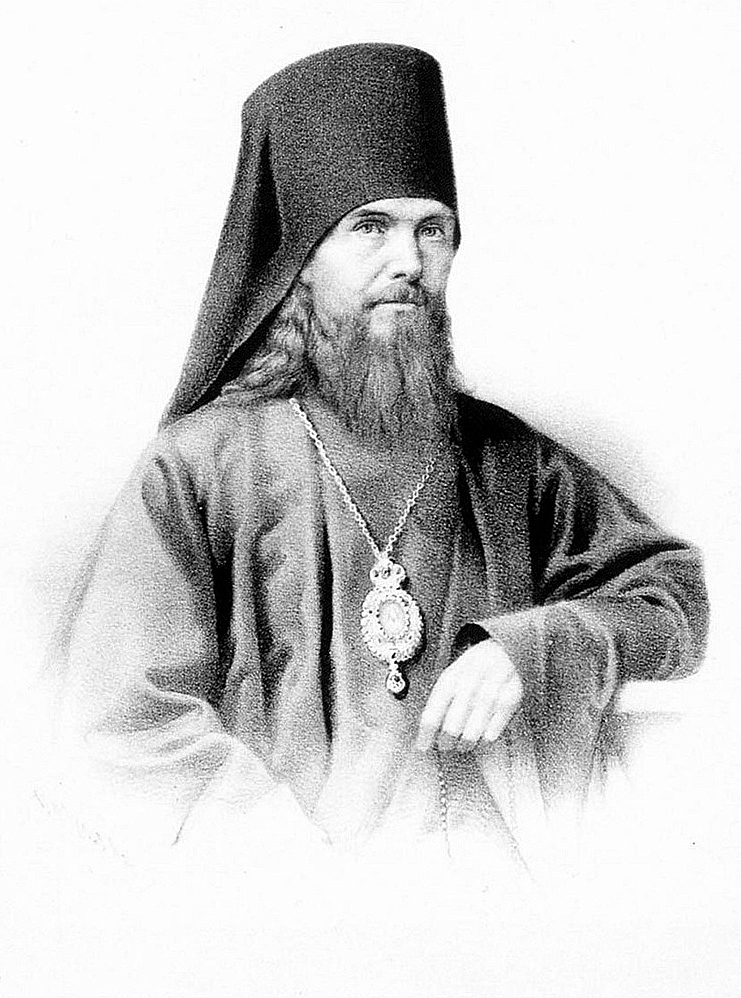
Teofan (Goworow)

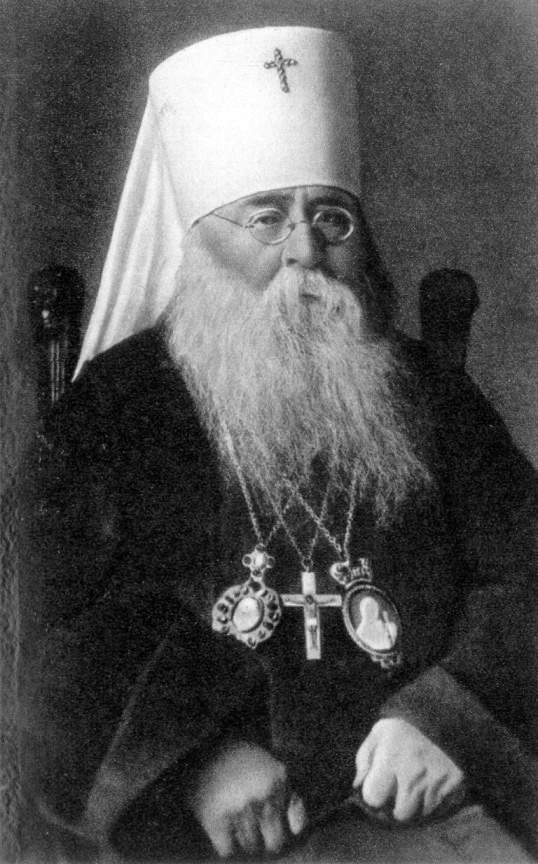
Sergiusz (Stragorodski)

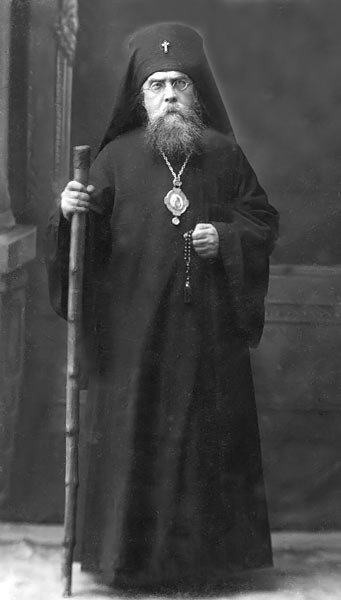
Mikołaj (Dobronrawow)

- biskup suzdalski, włodzimierski i juriewski Jan, 1213
- biskup włodzimierski i suzdalski Szymon, 1214–1226
- biskup włodzimierski i suzdalski, następnie suzdalski, włodzimierski i perejasławsko-zaleski Mitrofan I, 1227–1238
- biskup suzdalski, włodzimierski i perejasławsko-zaleski Eufrozyn, 1240
- biskup suzdalski, włodzimierski i perejasławsko-zaleski Cyryl, 1250–1274
- biskup suzdalski, włodzimierski i perejasławsko-zaleski, następnie włodzimierski, suzdalski i niżnonowogrodzki Serapion, 1274–1275
- biskup włodzimierski, suzdalski i niżnonowogrodzki Teodor I, 1276–1286
- biskup włodzimierski, suzdalski i niżnonowogrodzki Jakub, 1289–1295
- biskup włodzimierski, suzdalski i niżnonowogrodzki Symeon, 1295/1297–1299
- biskup włodzimierski, suzdalski i niżnonowogrodzki Maksym, 1300–1305
- biskup suzdalski Daniel, 1330–1340
- biskup suzdalski Jan II, 1340–1347
- biskup suzdalski Nataniel, 1347–1349
- biskup suzdalski, niżnonowogrodzki i tarusski Daniel, 1350–1351
- biskup suzdalski, briański i tarusski Jan III, 1351–1363
- biskup suzdalski, briański i tarusski Aleksy I, 1363–1365
- biskup suzdalski, briański i tarusski Jan III, 1365–1366, ponownie
- biskup suzdalski, briański i tarusski Aleksy II, 1366–1373
- biskup suzdalski, niżnonowogrodzki i gorodiecki Dionizy, 1374–1383
- biskup suzdalski, niżnonowogrodzki i gorodiecki, następnie suzdalski i tarusski Eufrozyn II, 1386–1401
- biskup suzdalski i tarusski Mitrofan II, 1406–1427
- biskup suzdalski i tarusski Grzegorz I, XV w.
- biskup suzdalski i tarusski Filip I, 1452–1464
- biskup suzdalski, kałuski i tarusski Eutymiusz, 1464–1483
- biskup suzdalski, kałuski i tarusski Teodor II, 1483–1484
- biskup suzdalski, kałuski i tarusski Nifont, 1484–1508
- biskup suzdalski, kałuski i tarusski Symeon, 1509–1515
- biskup suzdalski, kałuski i tarusski Gennadiusz (Bogojawlenski), 1517–1531
- biskup suzdalski, kałuski i tarusski Terapont, 1539–1543
- biskup suzdalski, kałuski i tarusski Jonasz (Sobina), 1544–1548
- biskup suzdalski, kałuski i tarusski Tryfon (Stupiszyn), 1549–1551
- biskup suzdalski, kałuski i tarusski Atanazy (Palecki), 1551–1564/1566
- biskup suzdalski, kałuski i tarusski Eleuteriusz, 1564–1567
- biskup suzdalski, kałuski i tarusski Pafnucy, 1567–1570
- biskup suzdalski, kałuski i tarusski Grzegorz II, 1571
- arcybiskup suzdalski, kałuski i tarusski Warłaam, 1571–1586
- arcybiskup suzdalski, kałuski i tarusski Hiob, 1587–1592
- arcybiskup suzdalski, kałuski i tarusski Galakcjon, 1593–1608
- arcybiskup suzdalski, kałuski i tarusski Gerazym, 1613–1615
- arcybiskup suzdalski, kałuski i tarusski Arseniusz (Apostoł), 1615–1626
- arcybiskup suzdalski, kałuski i tarusski Józef (Kurcewicz), 1626–1634
- arcybiskup suzdalski, kałuski i tarusski Serapion, 1634–1653
- arcybiskup suzdalski, kałuski i tarusski Sofroniusz, 1654
- arcybiskup suzdalski, kałuski i tarusski Józef, 1655–1656
- arcybiskup suzdalski, kałuski i tarusski Filaret, 1656–1658
- arcybiskup suzdalski, kałuski i tarusski Stefan I, 1658-1661
- arcybiskup suzdalski, kałuski i tarusski, następnie suzdalski i jurjewski Stefan II, 1666–1679
- arcybiskup suzdalski i jurjewski Marceli, 1680–1681
- arcybiskup suzdalski i jurjewski Paweł (Morawski), 1681
- arcybiskup, następnie metropolita suzdalski i jurjewski Hilarion, 1681–1705
- metropolita suzdalski i jurjewski Efrem (Janković), 1708–1712
- metropolita suzdalski i jurjewski Ignacy (Smoła), 1712–1719
- metropolita suzdalski i jurjewski Warłaam (Lenicki), 1719–1723
- metropolita suzdalski i jurjewski Joachim, 1725–1726 i ponownie 1726–1731
- metropolita suzdalski i jurjewski Gabriel (Russki), 1731–1735
- metropolita suzdalski i jurjewski Atanazy (Paissus-Kondioidi), 1735–1737
- metropolita suzdalski i jurjewski Beniamin (Falkowski), nominat, 1737
- metropolita suzdalski i jurjewski Szymon (Tichomirow), 1739–1747
- metropolita włodzimierski i jaropolski Porfiry (Krajski), 1748–1755
- metropolita włodzimierski i jaropolski Platon (Pietrunkiewicz), 1755–1757
- metropolita włodzimierski i jaropolski Sylwester (Głowacki), 1755–1760
- metropolita włodzimierski i jaropolski Antoni (Bagrationi), 1757–1762
- metropolita włodzimierski i jaropolski, następnie włodzimierski i muromski Gennadiusz (Dranicyn), 1760–1775
- metropolita włodzimierski i muromski Paweł (Griebniewski), 1763–1770
- metropolita włodzimierski i muromski Hieronim (Formakowski), 1770–1783
- metropolita włodzimierski i muromski Tichon (Jakubowski), 1775–1783
- metropolita włodzimierski i muromski, następnie suzdalski i włodzimierski, następnie włodzimierski i suzdalski Wiktor (Onisimow), 1783–1800
- metropolita włodzimierski i suzdalski Ksenofont (Trojepolski), 1800–1821
- metropolita włodzimierski i suzdalski Parteniusz (Czertkow), 1821–1850
- metropolita włodzimierski i suzdalski Justyn (Michajłow), 1850–1863
- arcybiskup włodzimierski i suzdalski Teofan (Goworow), 1863–1866
- metropolita włodzimierski i suzdalski Antoni (Pawlinski), 1866–1878
- metropolita włodzimierski i suzdalski Teognost (Lebiediew), 1878–1892
- metropolita włodzimierski i suzdalski Sergiusz (Spasski), 1892–1904
- metropolita włodzimierski i suzdalski Nikon (Sofijski), 1904–1906
- metropolita włodzimierski i suzdalski Mikołaj (Nalimow), 1906–1914
- metropolita włodzimierski i suzdalski Aleksy (Dorodnicyn), 1914–1917
- metropolita włodzimierski i szujski Sergiusz (Stragorodski), 1917–1922
- arcybiskup włodzimierski i suzdalski Mikołaj (Dobronrawow), 1923–1925
- arcybiskup włodzimierski i suzdalski Korneliusz (Sobolew), 1926[5]
- arcybiskup włodzimierski i suzdalski Innocenty (Letiajew), 1932–1935
- arcybiskup włodzimierski i suzdalski Sergiusz (Griszyn), 1935–1936
- arcybiskup włodzimierski i suzdalski Filip (Gumilewski), 1936
- arcybiskup włodzimierski i suzdalski Teodor (Jackowski), 1936–1937
- arcybiskup włodzimierski i suzdalski Chryzogon (Iwanowski), 1937–1938
- arcybiskup włodzimierski i suzdalski Onezym (Fiestinatow), 1944–1970
- arcybiskup włodzimierski i suzdalski Mikołaj (Kutiepow), 1970–1975
- arcybiskup włodzimierski i suzdalski Włodzimierz (Kotlarow), 1975–1980
- arcybiskup włodzimierski i suzdalski Serapion (Fadiejew), 1980–1987
- arcybiskup włodzimierski i suzdalski Walenty (Miszczuk), 1987–1990
- metropolita włodzimierski i suzdalski Eulogiusz (Smirnow), 1990–2018[6]
- metropolita włodzimierski i suzdalski Tichon (Jemieljanow), 2018[6]-2024[1]
- metropolita włodzimierski i suzdalski Nikander (Piliszyn), od 2024[1]

## Obecna sytuacja

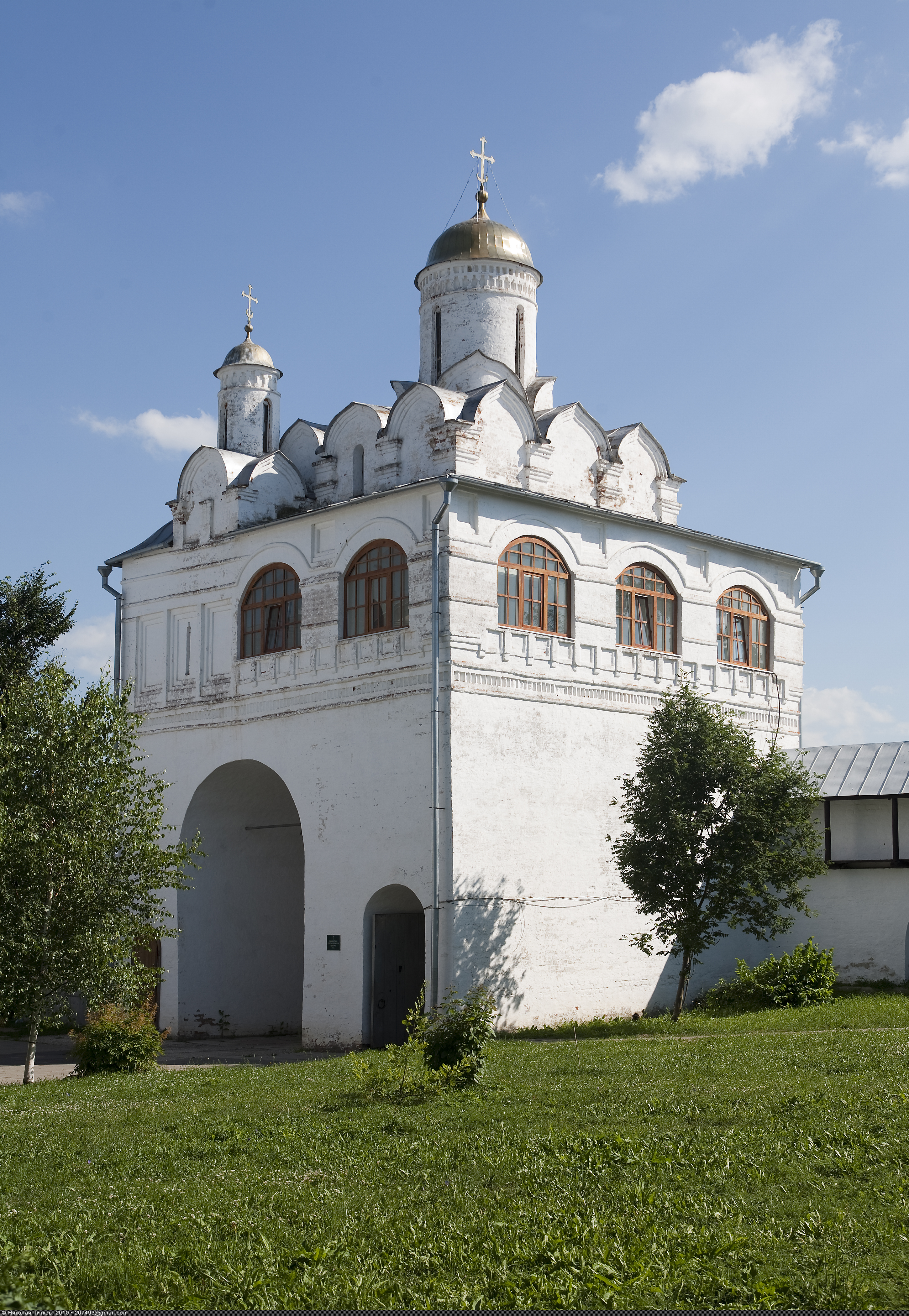
Monaster Opieki Matki Bożej w Suzdalu

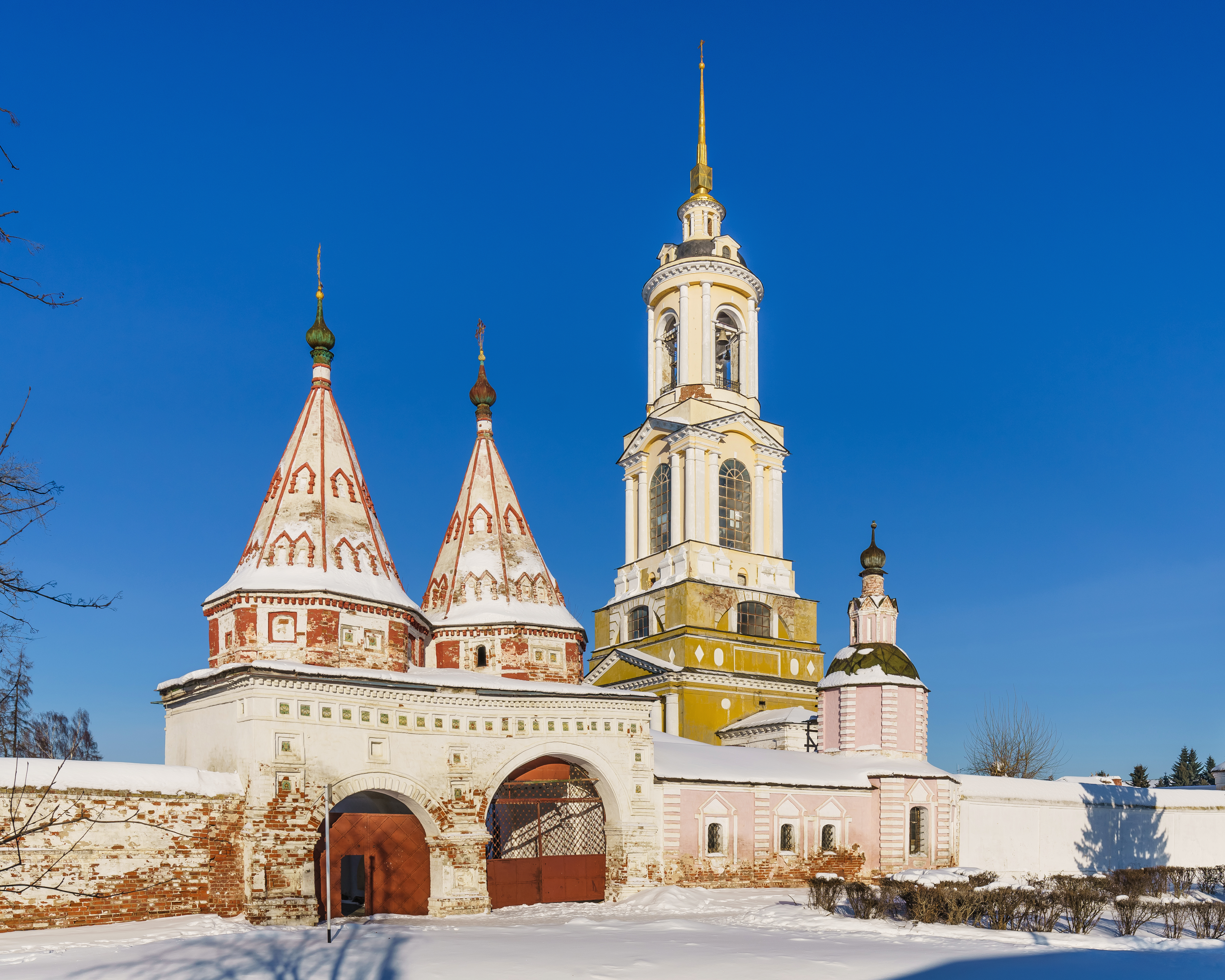
Monaster Złożenia Szat w Suzdalu

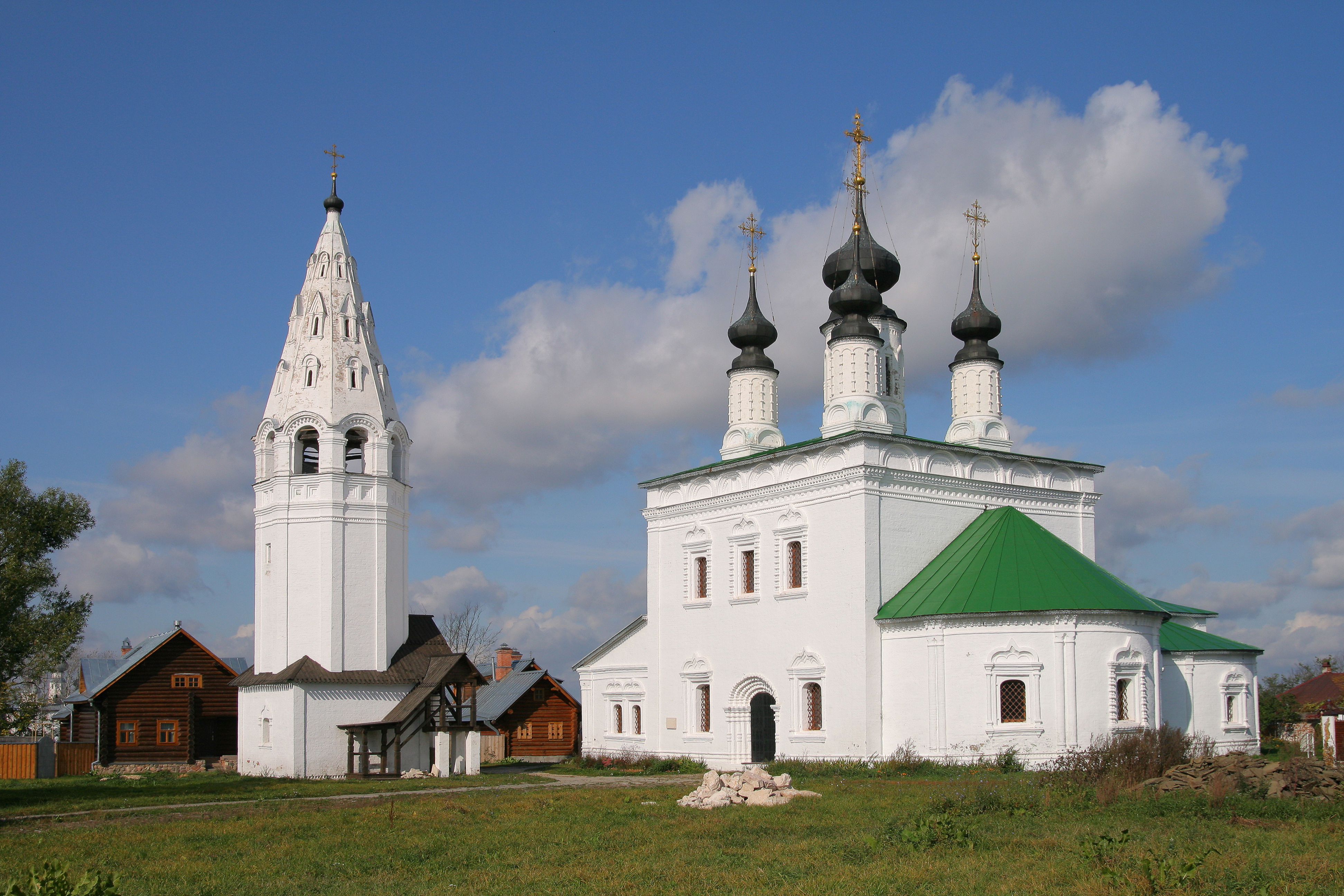
Monaster św. Aleksandra Newskiego w Suzdalu

Według danych z 2021 eparchia włodzimierska i suzdalska prowadziła 187 parafii zgrupowanych w 11 dekanatach. Są one obsługiwane przez 202 duchownych eparchialnych i 21 hieromnichów. Łączna liczba czynnych cerkwi eparchii wynosi 324. Na jej terenie działały ponadto następujące klasztory:
- monaster Narodzenia Matki Bożej we Włodzimierzu, męski
- Bogolubski Monaster św. Aleksego we Włodzimierzu, męski
- monaster św. Bazylego w Suzdalu, męski
- monaster św. Aleksandra Newskiego w Suzdalu, męski
- monaster Ikony Matki Bożej „Znak” w Kowrowie, żeński
- monaster Zaśnięcia Matki Bożej we Włodzimierzu, żeński
- monaster Opieki Matki Bożej w Suzdalu, żeński
- monaster Złożenia Szaty Matki Bożej w Blachernie w Suzdalu, żeński
- monaster św. Mikołaja w Wołosowie, żeński
- monaster Narodzenia Matki Bożej w Bogolubowie, żeński
- monaster Kazańskiej Ikony Matki Bożej w Radużnym, żeński
- monaster Przemienienia Pańskiego w Spasie-Kupaliszczu, żeński
- monaster Zwiastowania w Słowicach, żeński[2]